# ステファヌ・アンショズ

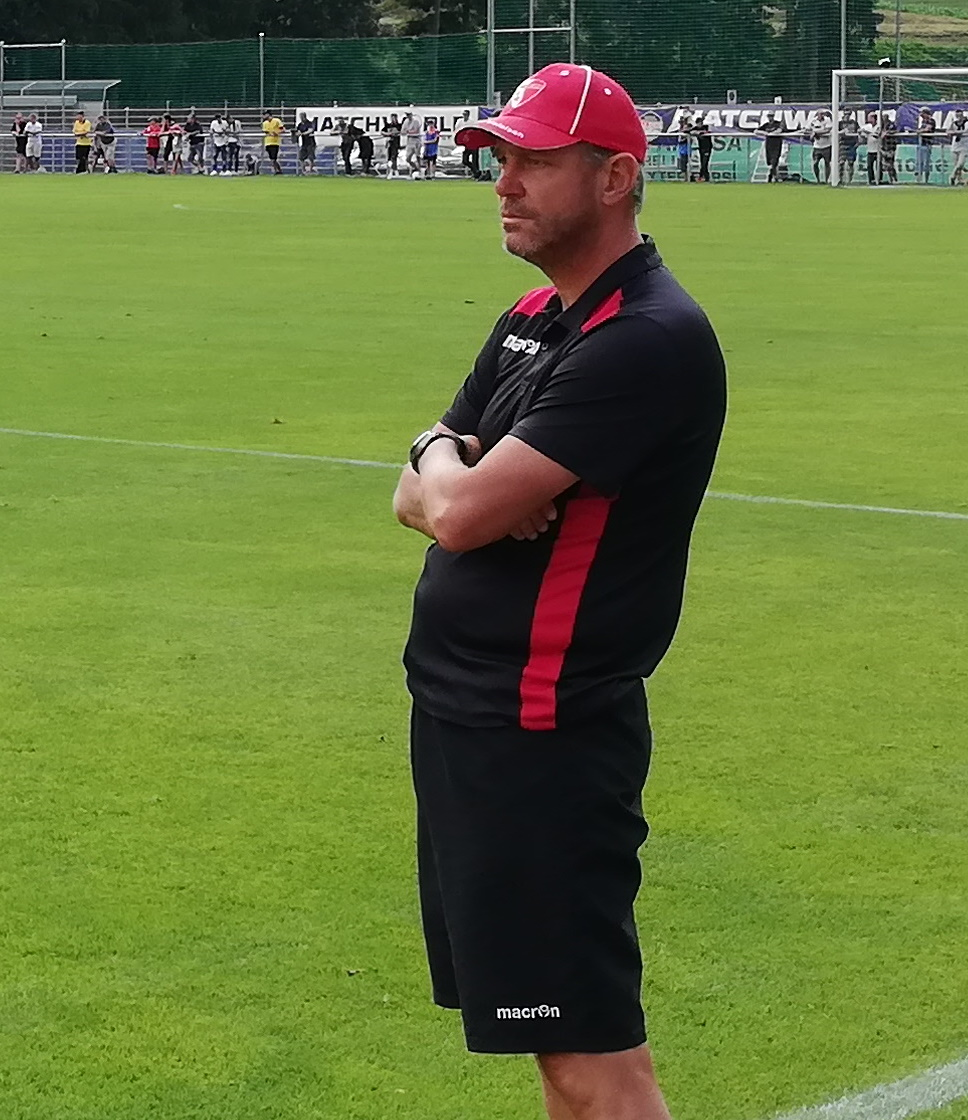
ステファヌ・アンショズ

ステファヌ・アンショズ（Stéphane Henchoz、1974年9月7日 - ）は、スイス・ビレンス出身の元サッカー選手、サッカー指導者。現役時代のポジションはDF。

## 所属クラブ
- FCビュル 1989-1992
- ヌーシャテル・ザマックス 1992-1995
- ハンブルガーSV 1995-1997
- ブラックバーン・ローヴァーズFC 1997-1999
- リバプールFC 1999-2005.1
- セルティック 2005
- ウィガン・アスレティック 2005-2006
- ブラックバーン・ローヴァーズFC 2006-2008

## 指導歴
- ブラックバーン・ローヴァーズFC U-18 2008-2009
- FCビュル 2009-2010
- ヌーシャテル・ザマックス 2019
- FCシオン 2019
- ヌーシャテル・ザマックス 2020

## 経歴
- 1993年1月23日 - A代表初出場  - 日本代表戦

## 代表歴
- スイス代表